# José Luis Fuentes (football)
Pour les articles homonymes, voir José Luis Fuentes.
José Luis Fuentes est un ancien arbitre de football du Honduras des années 1990.

## Carrière
Il a officié dans une compétition majeure : 
- Gold Cup 1991 (1 match)